# Чарльз Л. Макнарі
Чарльз Лінза Макнарі (12 червня 1874 — 25 лютого 1944) — американський політик-республіканець з Орегону. Він служив у Сенаті США з 1917 по 1944 рік і був лідером меншості в Сенаті з 1933 по 1944 рік. 

## Досягнення
У Сенаті Макнарі допоміг прийняти закон, який призвів до будівництва Бонневільської греблі на річці Колумбія, і працював над питаннями сільського та лісового господарства. Він також підтримував багато програм Нового курсу на початку Великої депресії. В 1993 Марк Гетфілд побив рекорд Макнарі ,та став другим сенатором від штату Орегон який найдовше займав цю посаду.